# Kroktjärnen (Njutångers socken, Hälsingland)
Kroktjärnen är en sjö i Hudiksvalls kommun i Hälsingland och ingår i Nianåns huvudavrinningsområde.